# Ghumattus primus
Ghumattus primus là một loài nhện trong họ Salticidae. Loài này được phát hiện ở Ấn Độ và là loài duy nhất của chi Ghumattus..